# Collegiata Fara
La Collegiata Fara (in polacco Fara Poznańska), conosciuta anche come Basilica di Nostra Signora del Perpetuo Soccorso, Maria Maddalena e San Stanislao, è una basilica cattolica romana situata al centro del quartiere della Città Vecchia di Poznań, in Polonia. Realizzato in stile barocco, l'edificio fa parte dell'Arcidiocesi cattolica romana di Poznań.
Costruita tra il 1651 e il 1701, la struttura fu progettata in stile barocco, con incorporati anche alcuni elementi architettonici romani, come le colonne corinzie presenti all'interno. A metà del XVIII secolo Pompeo Ferrari progettò l'altare maggiore alto 17 metri e l'ingresso principale che dà sul centro storico della città.